# Gransee
Gransee is een plaats in de Duitse deelstaat Brandenburg, gelegen in de Landkreis Oberhavel. De stad telt 5.849 inwoners.
De oud-SS'er en oorlogsmisdadiger Heinz Barth werd op 15 oktober 1920 in deze plaats geboren. Hij overleed er op 6 augustus 2007. Barth was onder meer betrokken bij het bloedbad in Oradour-sur-Glane in juni 1944.

## Geografie

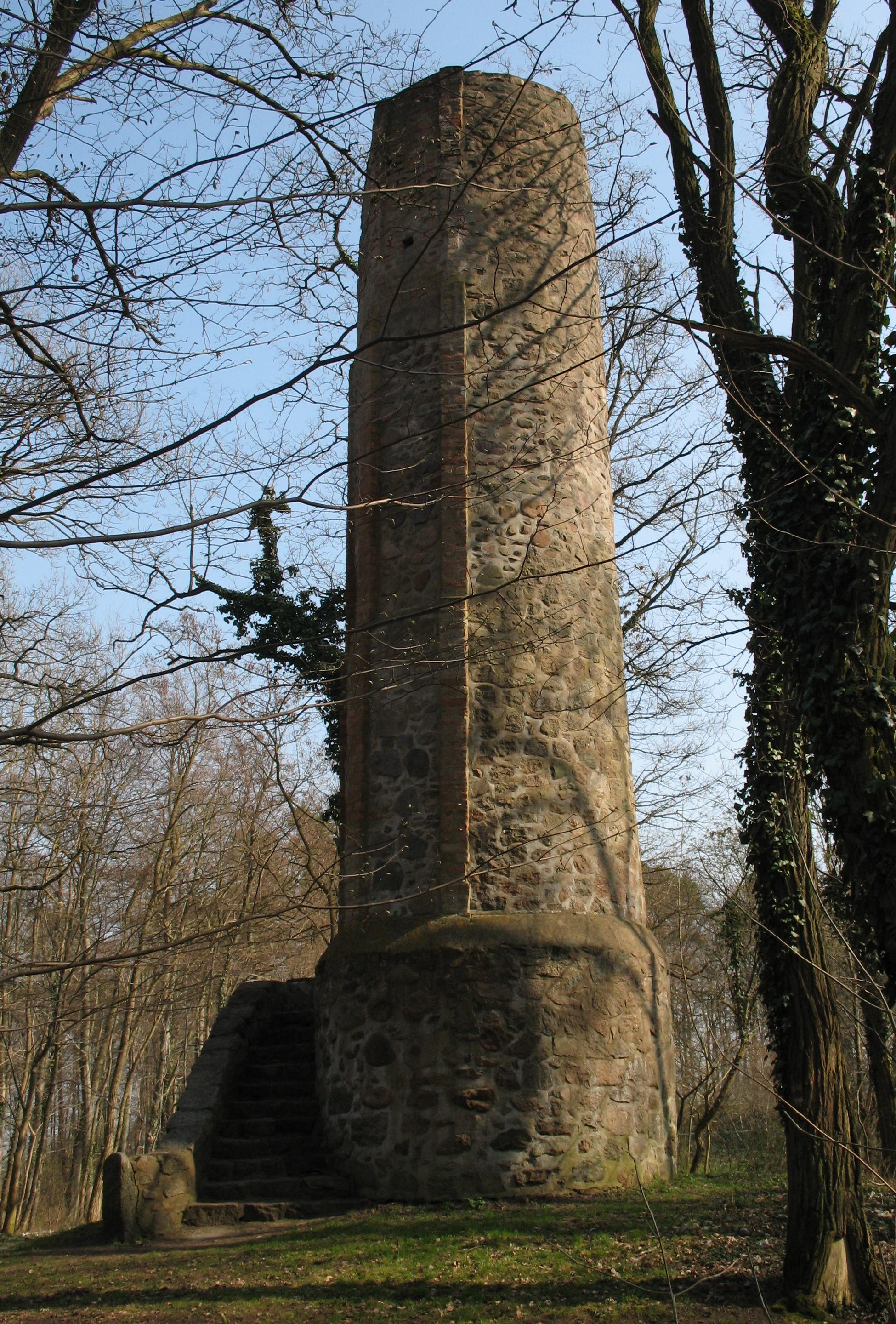
Uitkijktoren

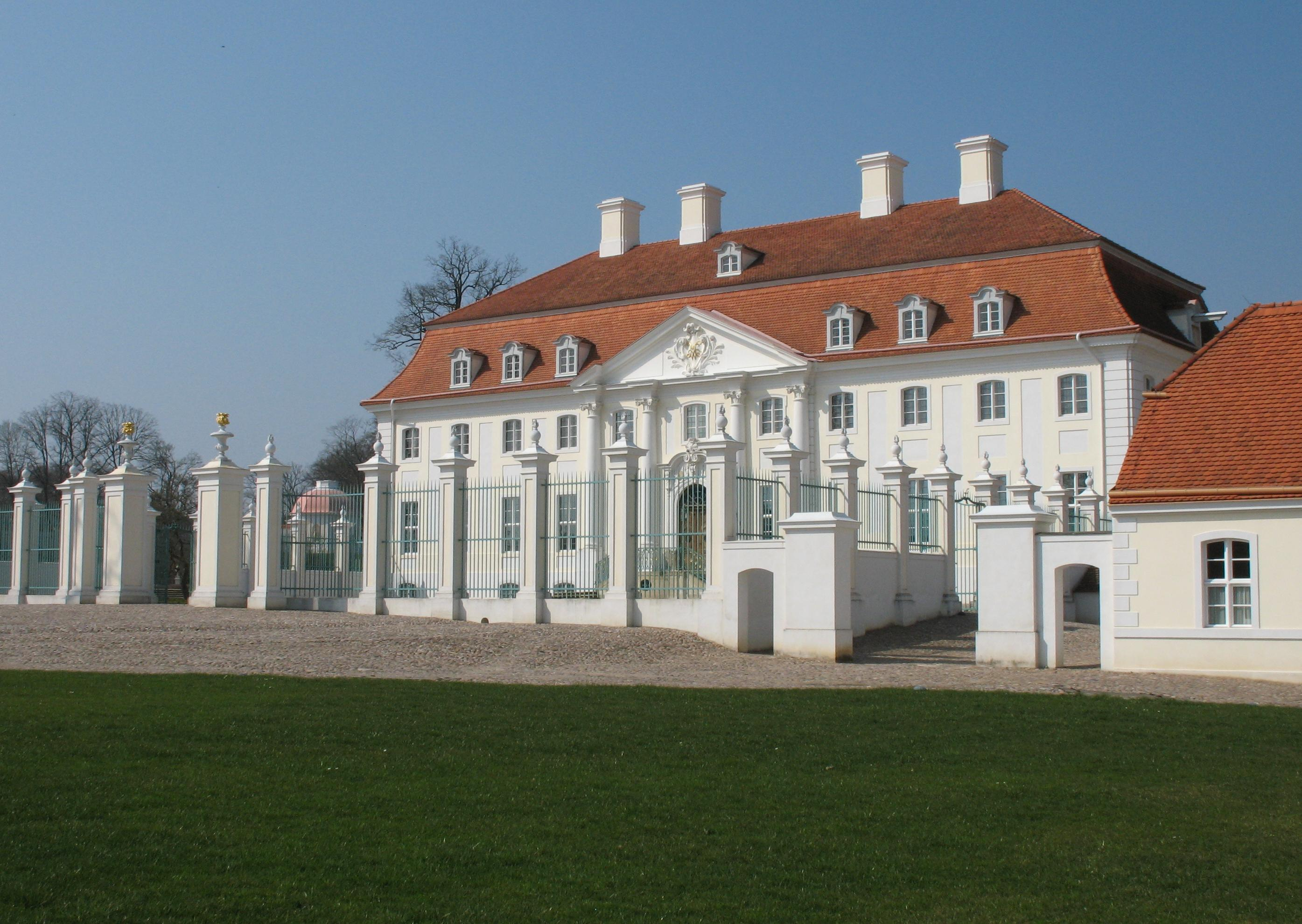
Meseberg

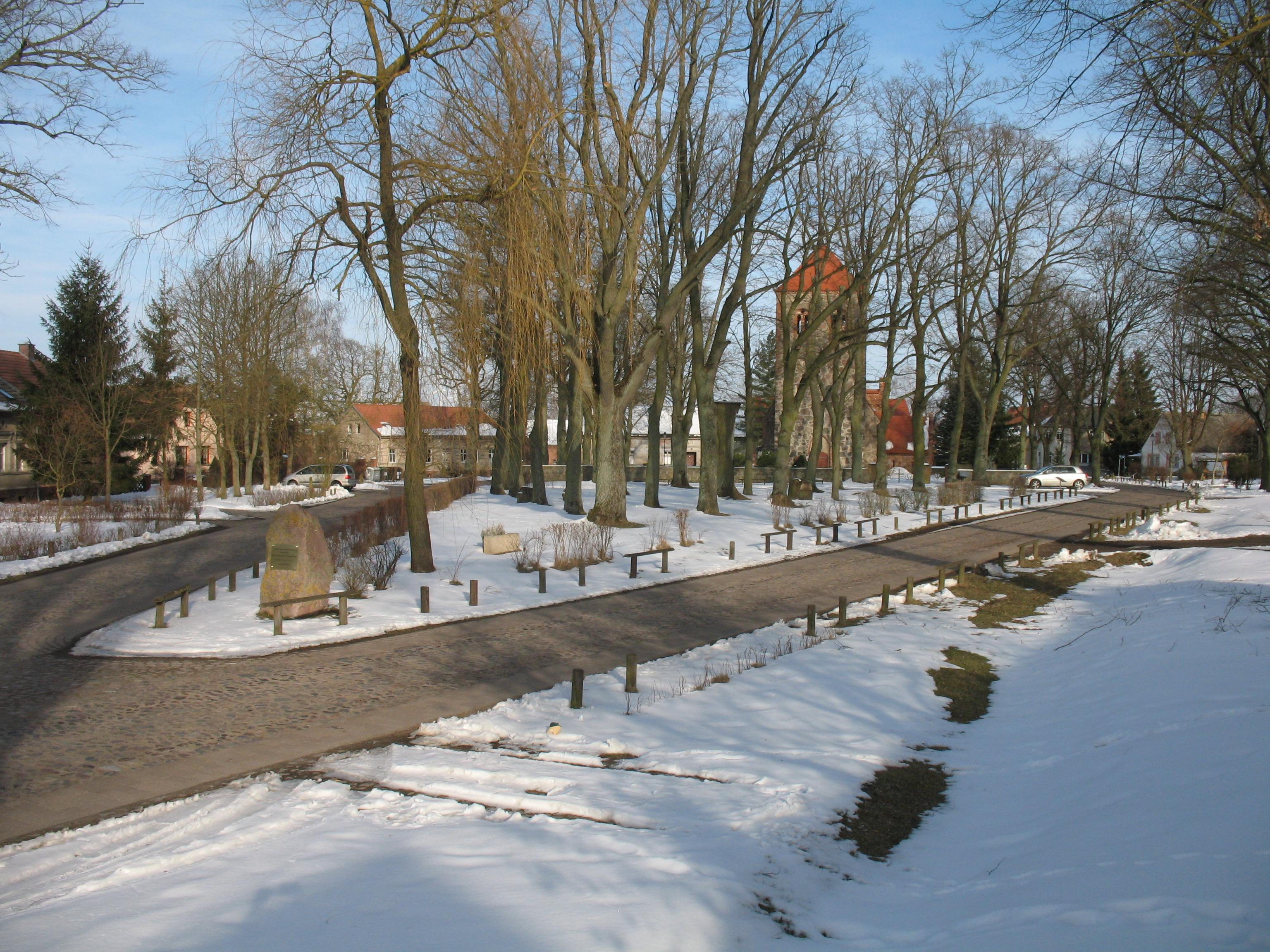
Ringdorp Buberow

Gransee heeft een oppervlakte van 93,14 km² en ligt in het oosten van Duitsland.

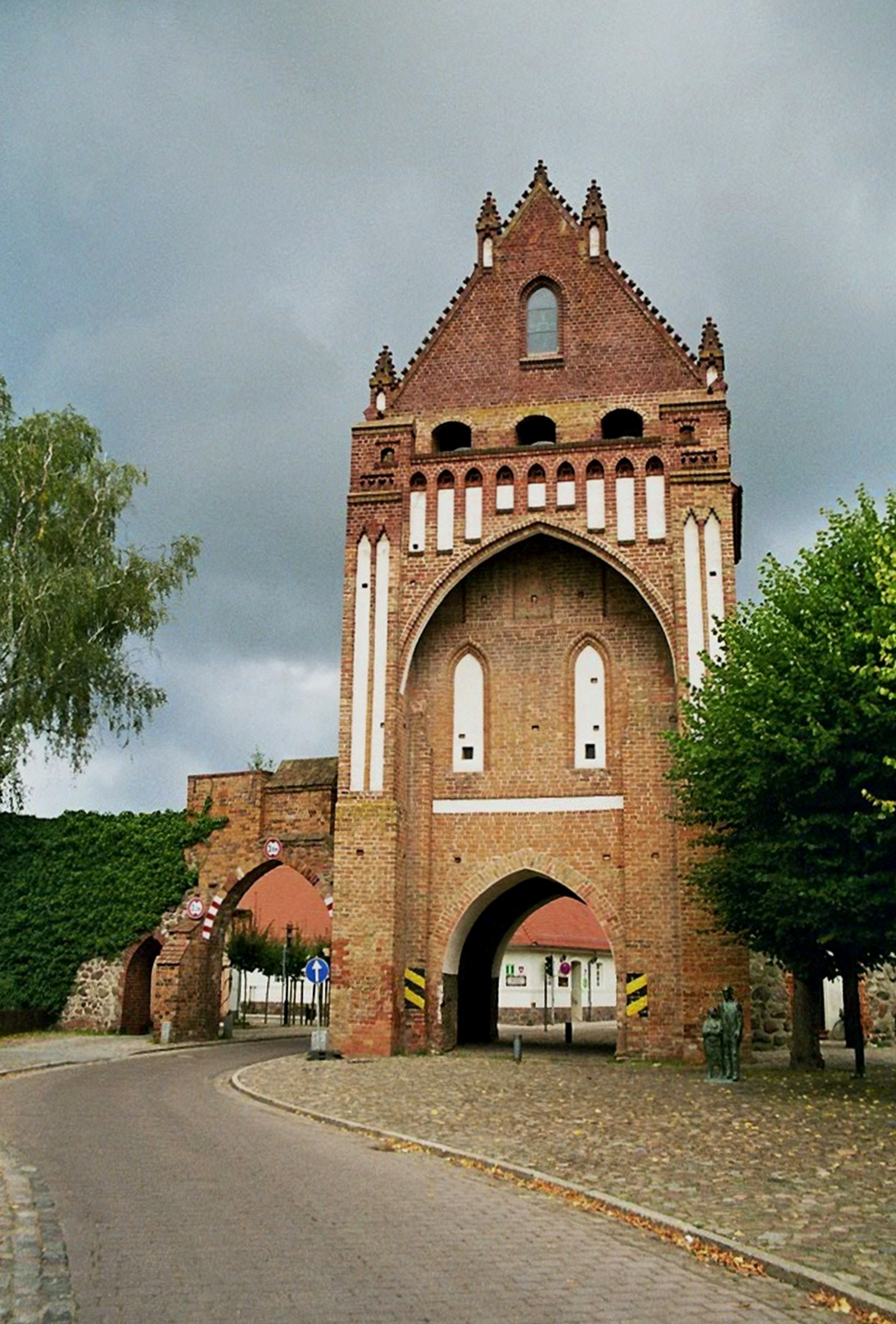
Ruppiner Tor
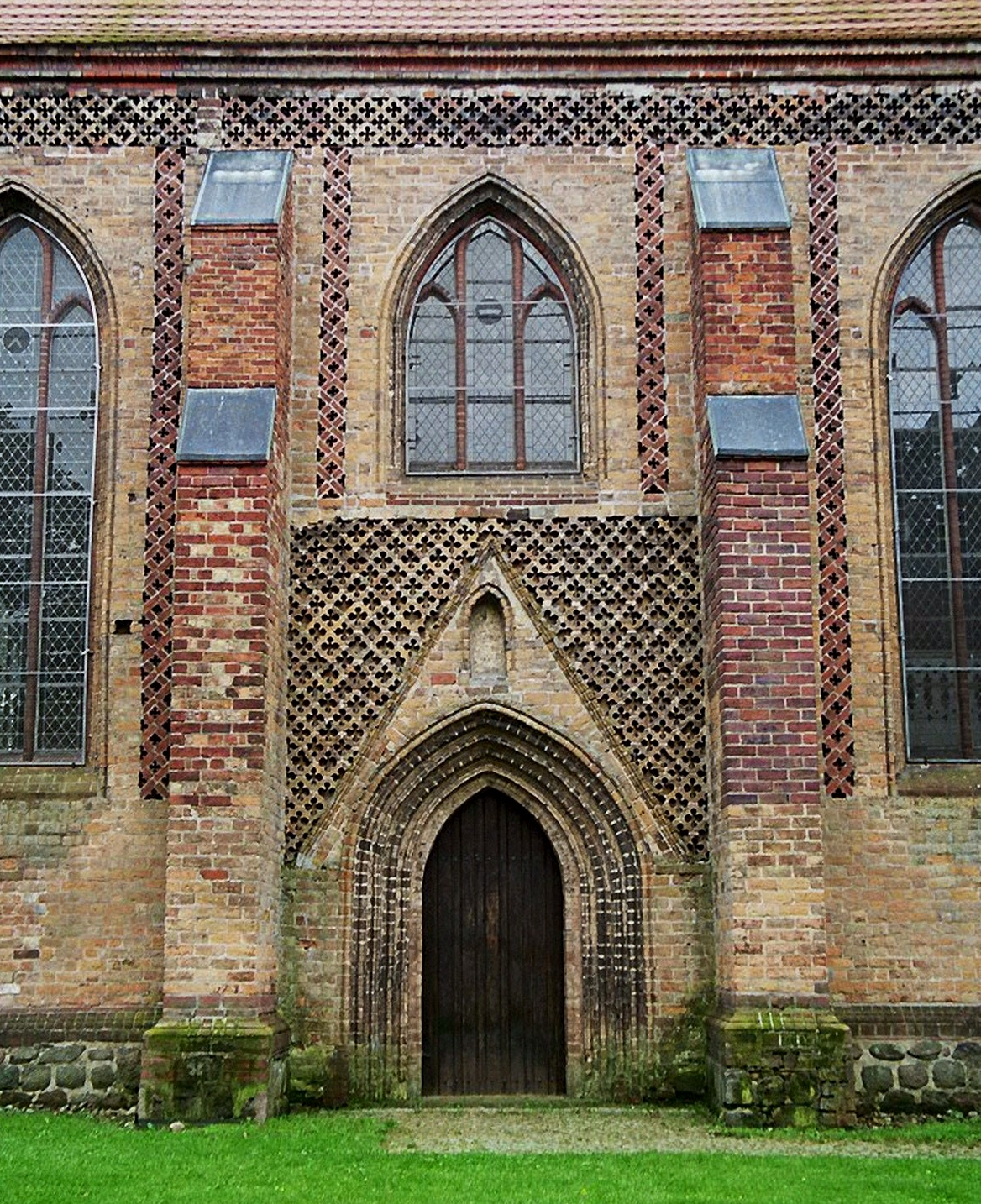
St. Marien, Noordportal
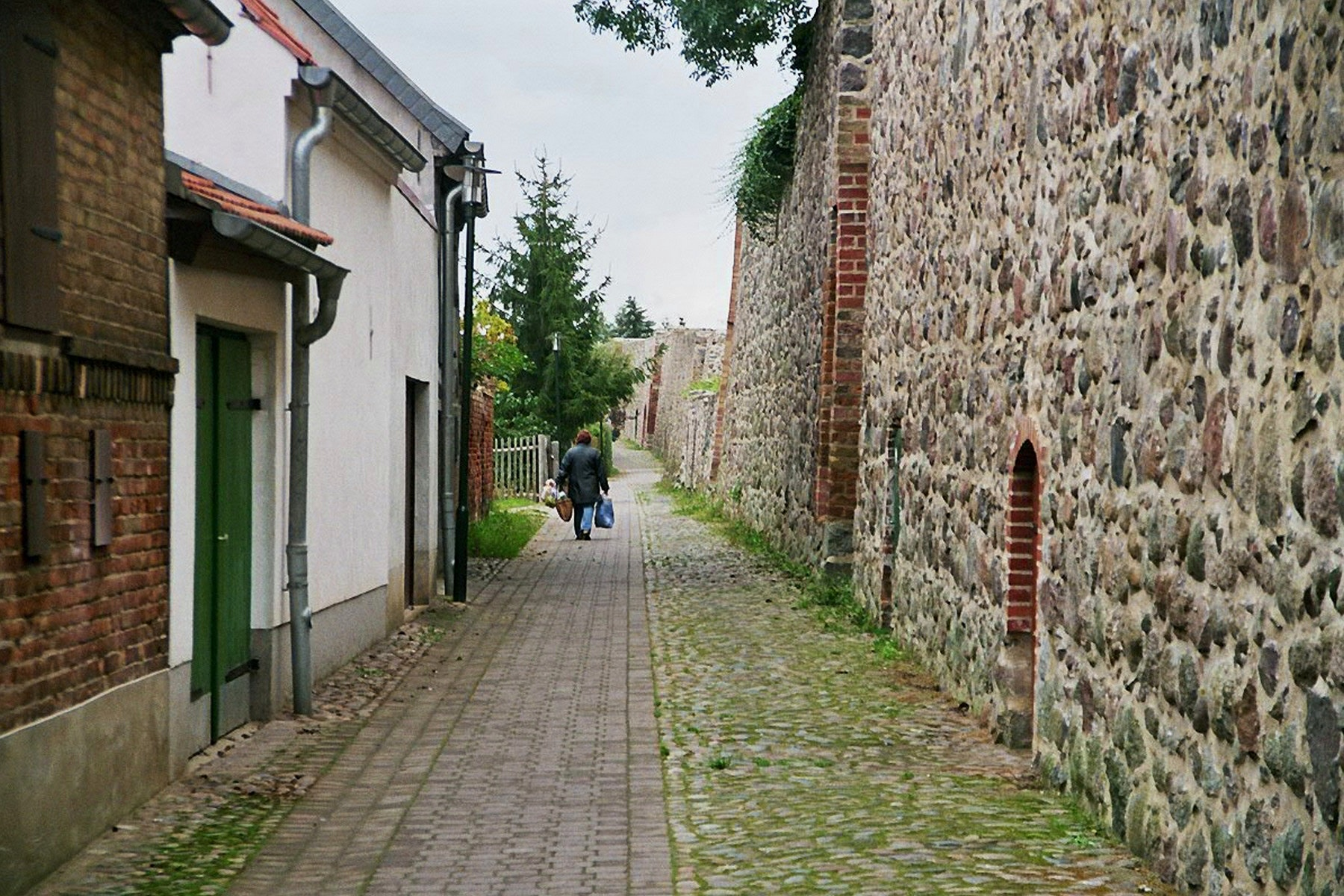
Stadtmauer

Birkenwerder ·
Fürstenberg/Havel ·
Glienicke/Nordbahn ·
Gransee ·
Großwoltersdorf ·
Hennigsdorf ·
Hohen Neuendorf ·
Kremmen ·
Leegebruch ·
Liebenwalde ·
Löwenberger Land ·
Mühlenbecker Land ·
Oberkrämer ·
Oranienburg ·
Schönermark ·
Sonnenberg ·
Stechlin ·
Velten ·
Zehdenick